# Shear sort
Lo Shear sort è un algoritmo di ordinamento molto semplice per ordinare vettori a due dimensioni; questo algoritmo ordina a turno le righe e le colonne del vettore. Ha una complessità in tempo di {\displaystyle \Theta (n\log n)}.

## Implementazioni

### C++
```
void
 
shear_sort
(
int
 
v
[][],
 
int
 
n
,
 
int
 
m
)
 
{

    
bool
 
scambio
 
=
 
true
;

    
while
 
(
scambio
)
 
{

        
scambio
 
=
 
false
;

        
for
 
(
int
 
i
 
=
 
0
;
 
i
 
<
 
n
;
 
i
++
)
 
{

            
if
 
(
i
 
%
 
2
 
==
 
0
)
 
{

                
for
 
(
int
 
j
 
=
 
0
;
 
j
 
<
 
m
 
-
 
1
;
 
j
++
)
 
{

                    
if
 
(
v
[
i
][
j
]
 
>
 
v
[
i
][
j
 
+
 
1
])
 
{

                        
swap
(
v
[
i
][
j
],
 
v
[
i
][
j
 
+
 
1
]);

                        
scambio
 
=
 
true
;

                    
}

                
}

            
}
 
else
 
if
 
(
i
 
%
 
2
 
!=
 
0
)
 
{

                
for
 
(
int
 
j
 
=
 
m
 
-
 
1
;
 
j
 
>
 
0
;
 
j
--
)
 
{

                    
if
 
(
v
[
i
][
j
]
 
>
 
v
[
i
][
j
 
-
 
1
])
 
{

                        
swap
(
v
[
i
][
j
],
 
v
[
i
][
j
 
-
 
1
]);

                        
scambio
 
=
 
true
;

                    
}

                
}

            
}

        
}

        
for
 
(
int
 
j
 
=
 
0
;
 
j
 
<
 
m
;
 
j
++
)
 
{

            
for
 
(
int
 
i
 
=
 
0
;
 
i
 
<
 
n
 
-
 
1
;
 
i
++
)
 
{

                
if
 
(
v
[
i
][
j
]
 
>
 
v
[
i
 
+
 
1
][
j
])
 
{

                    
swap
(
v
[
i
][
j
],
 
v
[
i
 
+
 
1
][
j
]);

                    
scambio
 
=
 
true
;

                
}

            
}

        
}

    
}

}

```